# Mark Robins
Mark Gordon Robins, angleški nogometaš in trener, * 22. december 1969, Ashton Under Lyne, Lancashire, Anglija, Združeno kraljestvo.
Kot nogometaš je igral za klube: Manchester United, Norwich City, Leicester City, F.C. Copenhagen, Reading F.C., Deportivo Orense, Panionios, Manchester City, Walsall, Rotherham United, Sheffield Wednesday in Burton Albion.